# John Williams (Politiker, 1731)
John Williams (* 14. März 1731 im Hanover County, Colony of Virginia; † 10. Oktober 1799 in Montpelier, North Carolina) war ein US-amerikanischer Politiker und ein Unterzeichner der Konföderationsartikel. Er gründete die Stadt Williamsboro in North Carolina auf dem von ihm zur Verfügung gestellten Land. Ferner war er einer der Mitbegründer der University of North Carolina at Chapel Hill.
Williams zog 1745 nach North Carolina. Dort entschied er sich später eine politische Laufbahn einzuschlagen. Er gehörte 1775 als Delegierter dem Provinzkongress von North Carolina an. Dann war er von 1777 bis 1778 Mitglied des Repräsentantenhauses von North Carolina und von 1778 bis 1779 Delegierter im Kontinentalkongress für North Carolina. Anschließend war er von 1779 bis zu seinem Tod 1799 beisitzender Richter am North Carolina State Supreme Court. Nach seinem Tod wurde er auf dem Familienfriedhof in Montpelier beigesetzt.

## Familie
Williams’ gleichnamiger Cousin John war ebenfalls politisch aktiv und Offizier in der Kontinentalarmee. Er war auch entfernt mit Christopher Harris Williams, dem Kongressabgeordneten für Tennessee, und John Sharp Williams, dem US-Senator von Tennessee, verwandt.